# Міе Нільсен
Міе Нільсен (дан. Mie Østergaard Nielsen, нар. 25 вересня 1996, Ольборг, Данія) — данська плавчиня, бронзова призерка Олімпійських ігор 2016 року.

## Виступи на Олімпійських іграх
| Олімпіада   | Дисципліна             | Місце |
| ----------- | ---------------------- | ----- |
| Лондон 2012 | 100 м на спині         | 17    |
| Лондон 2012 | 200 м на спині         | 28    |
| Лондон 2012 | 4×100 м вільним стилем | 6     |
| Лондон 2012 | 4×100 м комплексом     | 7     |
| Ріо 2016    | 100 м на спині         | 5     |
| Ріо 2016    | 4×100 м вільним стилем | 12    |
| Ріо 2016    | 4×100 м комплексом     | 3     |